# Temaiku Village
Temaiku Village är en ort i Kiribati.   Den ligger i örådet Tarawa och ögruppen Gilbertöarna, i den östra delen av landet, 21 km öster om huvudstaden Tarawa. Temaiku Village ligger 9 meter över havet och antalet invånare är 2 011.
Terrängen runt Temaiku Village är mycket platt.  Närmaste större samhälle är Bikenibeu Village, 4,3 km väster om Temaiku Village. 